# 扁頭條鰍
扁頭條鰍（學名：Nemacheilus platiceps）為輻鰭魚綱鯉形目條鰍科條鰍屬的其中一種。分布於亞洲湄公河流域，本魚體延長，口下位，具觸鬚3對，體側具有大約15條不規則的深色縱帶，側線不完全，尾鰭叉形，背鰭軟條12-13枚、臀鰭軟條8枚，體長可達6.1公分，棲息在水質清澈、水流平緩的河川底層水域，生活習性不明。可做為觀賞魚，飼養時水族箱應該有一個不錯的流速和充氧水，底層提供可挖掘的細沙基質和許多光滑的圓形鵝卵石和許多避難所，如沼澤木和板岩，合理明亮的照明以模擬發現它們的淺河床。

## 扩展阅读
維基物種上的相關：扁頭條鰍